# Circuit de Valònia
El Circuit de Valònia (en francès: Circuit de Wallonie) és una competició ciclista que es disputa anualment per les carreteres de Valònia, Bèlgica. La primera edició de la cursa es disputà el 1966, anomenant-se Circuit d'Hainaut. El 2004 va adoptar el nom actual, i des del 2011 la cursa forma part de l'UCI Europa Tour.

## Palmarès
| Any                | Vencedor                    | Segon                    | Tercer                 |         |
| ------------------ | --------------------------- | ------------------------ | ---------------------- | ------- |
| Circuit d'Hainaut  |                             |                          |                        |         |
| 1966               | Roger Rosiers               | Valere Van Sweevelt      | Romain Furnière        |         |
| 1967               | Joseph Schoeters            | Willy De Geest           | Romain Pauwels         |         |
| 1968               | Joseph Schoeters            | Ronald De Witte          | Englebert Opdebeeck    |         |
| 1969               | Paul Crapez                 | Jean-Pierre Monseré      | Gustaaf Van Roosbroeck |         |
| 1970               | Willy Abbeloos              | Theo Dockx               | Luc Van Den Daele      |         |
| 1971               | Michel Van Vlierden         | Eric Wijckaert           | Ludo Van Der Linden    |         |
| 1972               | Lucien De Brauwere          | André Coppers            | Karel Sels             |         |
| 1973               | Roger De Beukelaer          | Jean Van der Stappen     | Marc Steels            |         |
| 1974               | Jos Gysemans                | Marc Renier              | Luc Leman              |         |
| 1975               | Ferdinand Van Den Haute     | Dirk Ongenae             | Ronan De Meyer         |         |
| 1976               | André Van den Steen         | Pierre Sonnet            | Rudy Pevenage          |         |
| 1977               | René Martens                | Jean-Claude Rogge        | Ludo Theunis           |         |
| 1978               | Daniel Willems              | Alfons De Wolf           | Ronny Van Holen        |         |
| 1979               | Etienne De Wilde            | Guy Nulens               | Paul Haghedooren       |         |
| 1980               | Paul Haghedooren            | Raoul Bruyndonckx        | Gerrit Van Gestel      |         |
| 1981               | Kurt Dockx                  | Marc Sergeant            | Marc Vandenbrande      |         |
| 1982               | Patrick Cocquyt             | Willem Van Eynde         | Yves Godimus           |         |
| 1983               | Diederik Foubert            | Robert D'Hont            | Rudy Patry             |         |
| 1984               | Stefan Van Leeuwe           | John Dekeukelaere        | Patrick Toelen         |         |
| 1985               | Stefan Van Leeuwe           | Dirk Clarysse            | Ronny Van Sweevelt     |         |
| 1986               | Peter Roes                  | Erik Peeters             | Guido Verdeyen         |         |
| 1987               | Peter De Clercq             | Kurt Van Keirsbulck      | Jean-Marie Vernie      |         |
| 1988               | Jean-François Brasseur      | Frank Francken           | Johan Verstrepen       |         |
| 1989               | Michel Stasse               | Daniël Van Steenbergen   | Eric De Clercq         |         |
| 1990               | Johan Remels                | Peter Van Petegem        | Wim Vervoort           |         |
| 1991               | Fabrice Dejardin            | Arvis Piziks             | Pierre Herinne         |         |
| 1992               | Nico Desmet                 | Wim van de Meulenhof     | Jürgen Opeel           |         |
| 1993               | Caspar van der Meer         | Franky De Buyst          | Geert Verheyen         |         |
| 1994               | Yannick Cornelis            | Patrick Roelandt         | Wim van de Meulenhof   |         |
| 1995               | Rik Verbrugghe              | Sébastien Demarbaix      | Mikhailo Khalilov      |         |
| 1996               | Fabien De Waele             | Koen Das                 | Steve De Wolf          |         |
| 1997               | Wim Heselmans               | Karel Vereecke           | Günther Stockx         |         |
| 1998               | Danny Swinnen               | Sébastien Van Den Abeele | Steven Van Aken        |         |
| 1999               | Marcel Duijn                | Fabian Wegmann           | Björn Leukemans        |         |
| 2000               | Jan Verstraeten             | Nico Sijmens             | Andy Cappelle          |         |
| 2001               | Dmitri Muraviov             | Tom Boonen               | Jurgen Van Goolen      |         |
| 2002               | Johan Vansummeren           | Gert Steegmans           | Cédric Coutouly        |         |
| 2003               | Preben Van Hecke            | Jens Renders             | Thomas Dekker          |         |
| Circuit de Valònia |                             |                          |                        |         |
| 2004               | Gianni Meersman             | Pierre Drancourt         | Tom Stamsnijder        |         |
| 2005               | Erik Lievens                | Jelle Vanendert          | Steven Vandenbussche   |         |
| 2006               | Nikolas Maes                | Geert Steurs             | Jürgen Roelandts       |         |
| 2007               | Francis De Greef            | Sander Armée             | Pieter Vanspeybrouck   |         |
| 2008               | Ben Hermans                 | Romain Zingle            | Thomas De Gendt        |         |
| 2009               | Romain Zingle               | Walt De Winter           | Jens Keukeleire        |         |
| 2010               | Thomas Degand               | Jérôme Giaux             | Dries Hollanders       |         |
| 2011               | Diego Tamayo                | Walt De Winter           | Jeroen Hoorne          |         |
| 2012               | Reinardt Janse van Rensburg | Kenneth Vanbilsen        | Kevin Claeys           |         |
| 2013               | Sébastien Delfosse          | Pierre Drancourt         | Matthias Allegaert     |         |
| 2014               | Maurits Lammertink          | Dimitri Claeys           | Floris De Tier         |         |
| 2015               | Stef Van Zummeren           | Philipp Walsleben        | Gianni Vermeersch      |         |
| 2016               | Kévin Lalouette             | Gianni Marchand          | Olivier Chevalier      |         |
| 2017               | Maarten van Trijp           | Ludovic Robeet           | Rob Leemans            |         |
| 2018               | Mikkel Frølich Honoré       | Niklas Larsen            | Ross Lamb              |         |
| 2019               | Thomas Boudat               | Baptiste Planckaert      | Niki Terpstra          |         |
| 2020               | suspesa                     | suspesa                  | suspesa                | suspesa |
| 2021               | Christophe Laporte          | Marc Sarreau             | Laurence Pithie        |         |
| 2022               | Andrea Pasqualon            | Axel Zingle              | Philippe Gilbert       |         |
| 2023               | Jordi Meeus                 | Lionel Taminiaux         | Timo Kielich           |         |
| 2024               | Arnaud De Lie               | Axel Zingle              | Matthew Brennan        |         |
| 2025               |                             |                          |                        |         |